# Source Filmmaker
Source Filmmaker (часто скорочується SFM) — це програмне забезпечення для комп'ютерної 3D-графіки, опубліковане Valve для створення анімаційних фільмів, що використовує ігровий рушій Source. Source Filmmaker використовувався для створення багатьох анімаційних короткометражних фільмів для різних ігор на Source, таких як Team Fortress 2, серії Left 4 Dead і Half-Life 2.

## Огляд
Source Filmmaker — це інструмент для анімації, редагування та візуалізації 3D-анімаційних відео з використанням ресурсів із більшості ігор на рушії Source, наприклад звуки, моделі та фони. SFM також дозволяє створювати нерухомі зображення, ілюстрації та постери.
SFM містить три різні інтерфейси користувача та «робочу камеру» для попереднього перегляду активної сцени. Три інтерфейси використовуються для створення кліпів, керування анімацією та внесечння тонких налаштувань, які включають:
- Clip Editor; для запису, редагування та аранжування знімків[2][3]. Він зберігає записаний користувачем ігровий процес і віртуальні ресурси[4]. Він також дозволяє користувачеві розміщувати і впорядковувати звукові файли та відеофільтри[5].
- Motion Editor; для коригування руху в часі, наприклад, змішування двох анімацій. Користувачі також можуть використовувати пресети руху для вибору шляхів і маніпулювання різними об'єктами сцени[6], відтворення кліпів у різний час[7] і використовувати персонажів у різних положеннях і кадрах[8].
- Graph Editor; для редагування руху[9] шляхом створення ключових кадрів, які можна використовувати для анімації від пози до пози[10].

Користувачі можуть створювати нові проєкти або імпортувати дані з ігор на Source, щоб розширити свої SFM анімації. SFM також підтримує кілька кінематографічних ефектів і технік, таких як розмиття в русі, ефект Тіндаля, динамічне освітлення та глибина різкості. Користувачі також можуть розміщувати 3D-персонажів і використовувати інверсну кінематику для ручної анімації рухів.

## Визначні роботи
Нагороди Saxxy отримали 33 переможці — від комедійних та бойовиків до розширених короткометражних фільмів у різних жанрах. Серед повнометражних фільмів, створених за допомогою програмного забезпечення, Darkest Days, годинний мюзикл, заснований на Left 4 Dead 2, і Emesis Blue, 108-хвилинний психологічний фільм жахів, заснований на Team Fortress 2.